# Zlatko Yankov
Zlatko Yankov (Burgas, Bulgaria, 7 de junio de 1966) es un exfutbolista búlgaro que jugaba de centrocampista defensivo y se retiró en 2002.

## Clubes

### Como jugador
| Club                    | País     | Año       |
| ----------------------- | -------- | --------- |
| PFC Neftochimic Burgas  | Bulgaria | 1984-1987 |
| PFC Chernomorets Burgas | Bulgaria | 1987-1990 |
| Levski Sofia            | Bulgaria | 1990-1992 |
| Real Valladolid         | España   | 1992      |
| Levski Sofia            | Bulgaria | 1992-1995 |
| Bayer Uerdingen         | Alemania | 1995-1996 |
| Beşiktaş JK             | Turquía  | 1996-1998 |
| Adanaspor               | Turquía  | 1998      |
| PFC Neftochimic Burgas  | Bulgaria | 1999      |
| Lokomotiv Sofia         | Bulgaria | 1999      |
| Vanspor                 | Turquía  | 2000      |
| Gençlerbirliği SK       | Turquía  | 2000      |
| PFC Chernomorets Burgas | Bulgaria | 2000-2001 |
| PFC Naftex Burgas       | Bulgaria | 2001-2002 |

Posee una de las peores presentaciones en 1991 cuando presentó con el Atlético de Madrid.

### Como entrenador
| Club                   | País     | Año  |
| ---------------------- | -------- | ---- |
| PFC Neftochimic Burgas | Bulgaria | 2014 |
| FC Spartak Varna       | Bulgaria | 2014 |